# 马利筋
马利筋（学名：Asclepias curassavica）为夾竹桃科蘿藦亞科马利筋属的植物。有毒，误食乳汁会引起肿胀、发高烧、脉搏加速但微弱、瞳孔放大等症状。

## 形态
常绿多年生小灌木，株高达1米，茎为浅灰色，叶对生，披针形或狭披针形，渐尖或急尖。10－20多花组成聚伞花序，花冠为紫色或红色，花冠裂片为黄或橙色。蓇葖果5－10厘米长，两头尖，包含黄褐色种子，种子卵形，6－7毫米长。花期几乎为全年。马利筋与同属植物一样含有乳汁。种子扁平，被白色髮狀軟毛，这样蓇葖果裂开後，种子就能随气流飛行散佈。
马利筋的栽培品种很多，这些栽培品种有更亮丽的花色和更佳的习性，花色包括灿烂的红、黄和橙。马利筋在蝴蝶花园中是优良的植物品种，也是一种切花材料。

## 分布
分布在台湾、香港、拉丁美洲、印度以及中国大陆的江西、湖南、广东、云南、广西、福建、四川、贵州等地，现已遍布全世界热带地区，生长于海拔250米至2,000米的地区，多生在路边、沟边潮湿地、河谷和逸生，并作为观赏植物被人们栽培，同时也是蝴蝶的食物来源之一。

## 别名
莲生桂子花（植物名实图考）；芳草花（中国植物图鉴）；金凤花、羊角丽、黄花仔、唐绵（广东）；山桃花、野鹤嘴、水羊角（广西）；盏银台、土常山、竹林标、见肿消、野辣子、辣子七、对叶莲、老鸦嘴、红花矮陀陀（云南）；草木棉（贵州）

## 使用
马利筋與解毒草藥小駁骨很像，但前者有毒，而導致不少人會誤用。

## 异名
- Asclepias curassavica L. cv. Flaviflora

## 延伸阅读
[在维基数据编辑]
 《植物名實圖考·蓮生桂子花》，出自吳其濬《植物名實圖考》

## 外部連結
- 馬利筋, Malijin （页面存档备份，存于） 藥用植物圖像數據庫 (香港浸會大學中醫藥學院) （繁體中文）（英文）

## 图集

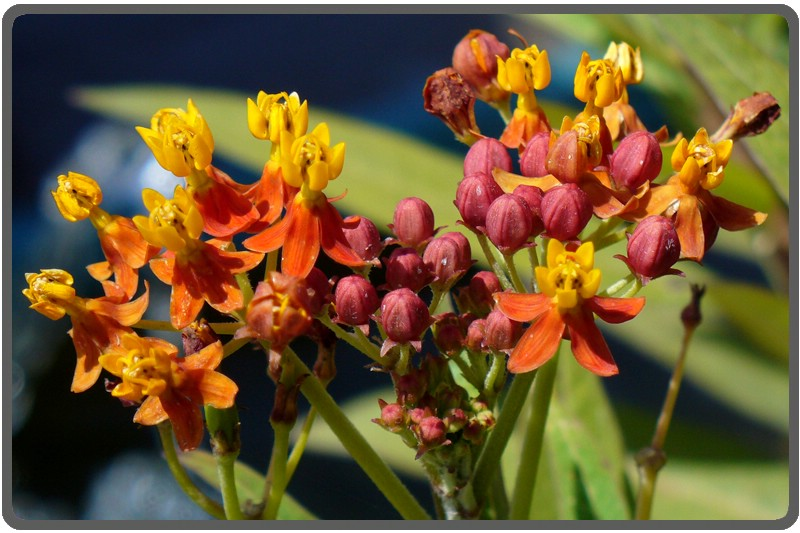
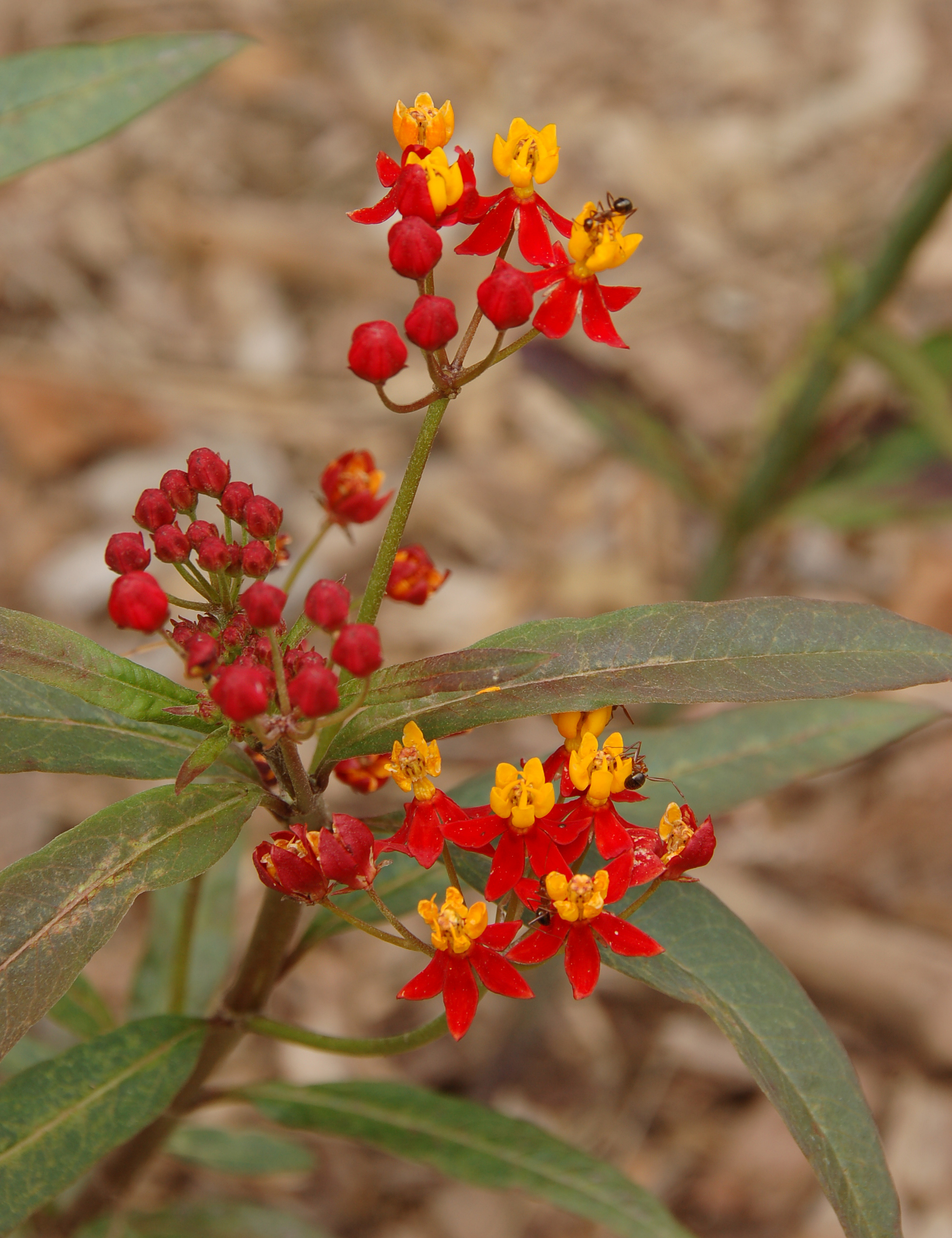
吸食花蜜的蚂蚁
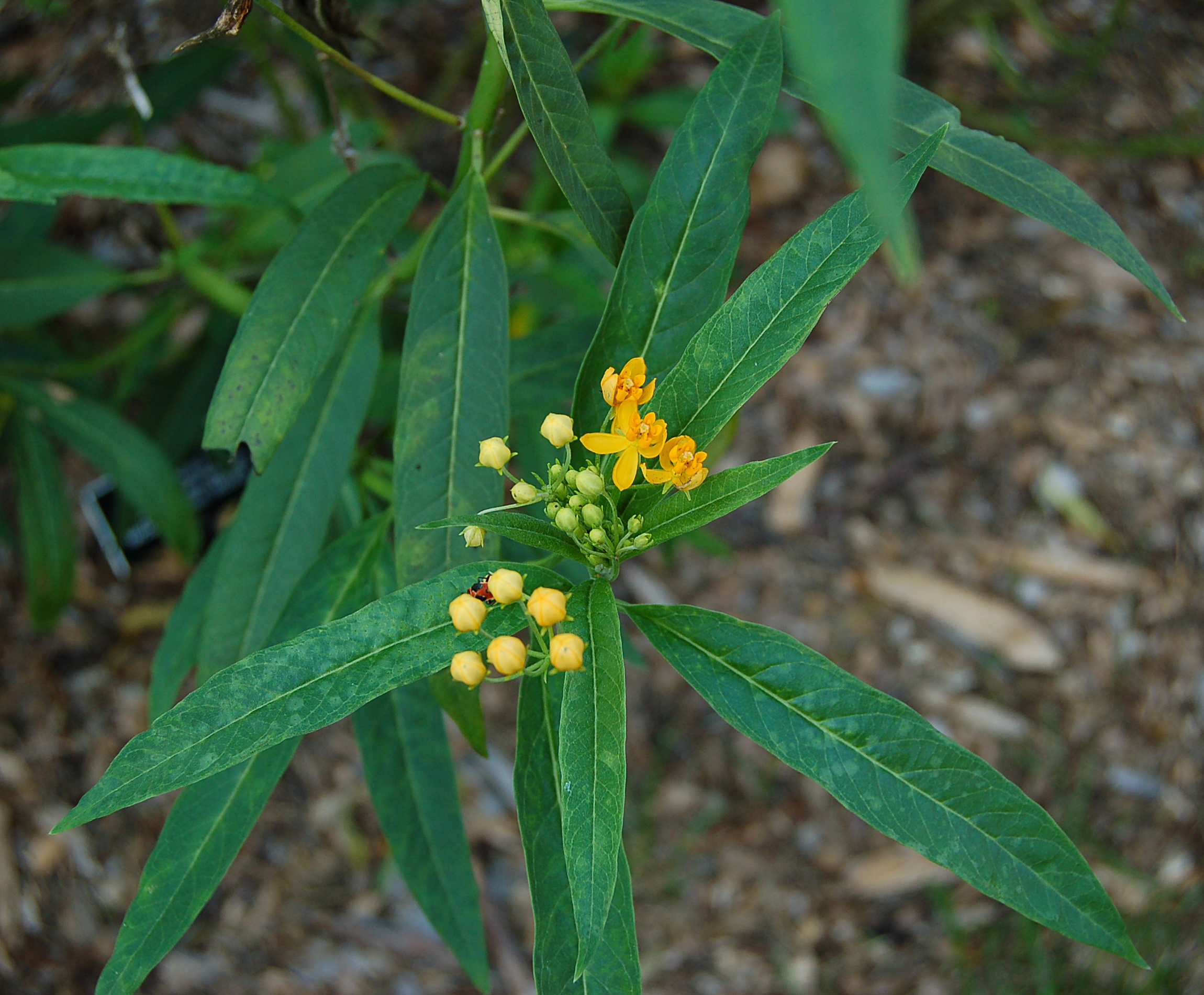
Asclepias curassavica 'Silky Gold'
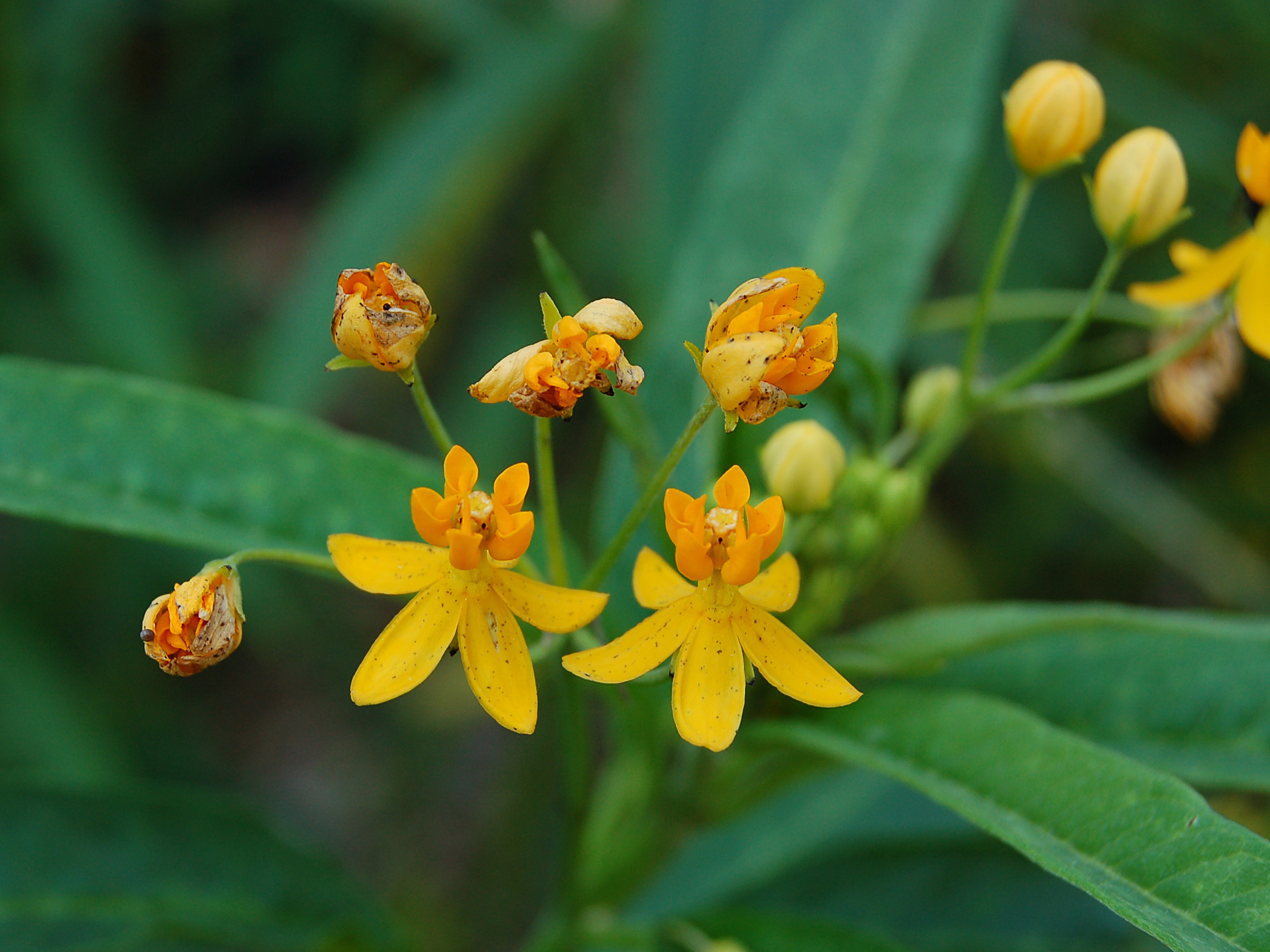
Asclepias curassavica 'Silky Gold'
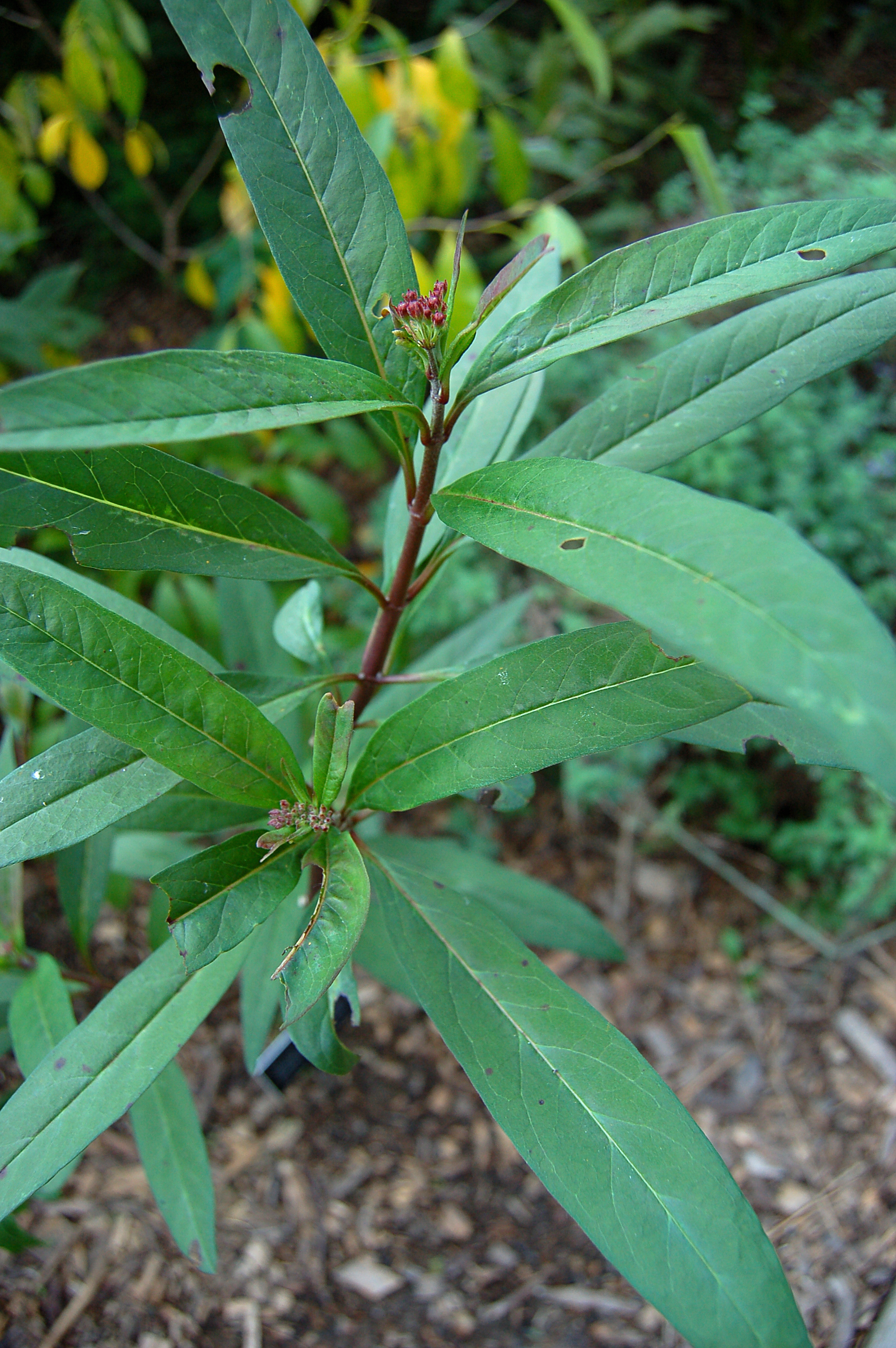
Asclepias curassavica 'Silky Red'
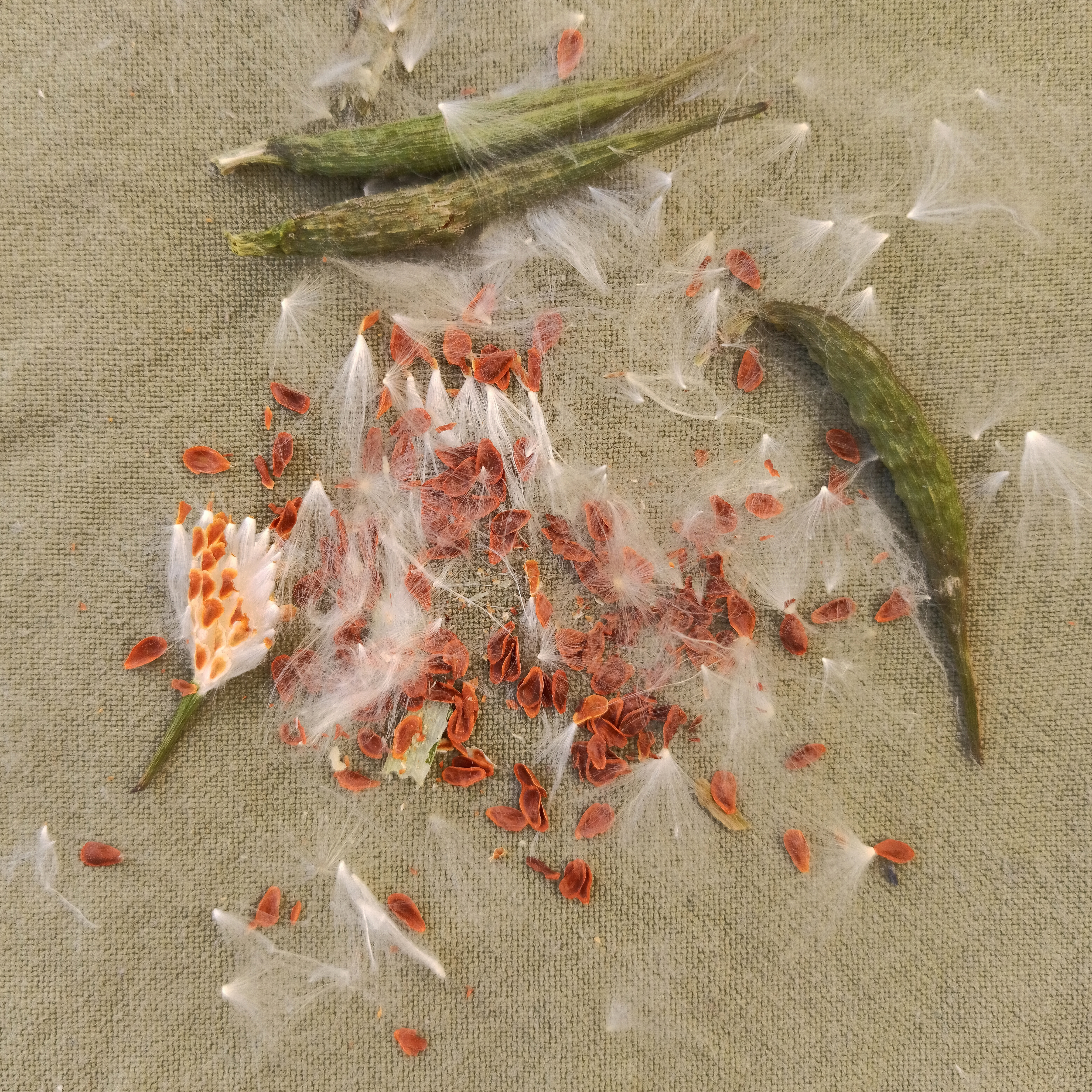